# Umgekehrter Tatbestandsirrtum
Umgekehrter Tatbestandsirrtum (häufig nur: umgekehrter Irrtum) ist im Strafrecht die irrige Annahme der in Wirklichkeit nicht vorhandenen (tatsächlichen oder auch außerstrafrechtlichen) Umstände, die einen Straftatbestand verwirklichen. Er bildet damit die Kehrseite zum Tatbestandsirrtum, bei dem Unkenntnis eines tatsächlich vorhandenen Tatbestandsmerkmals vorliegt. Daraus resultiert auch der Teil der Bezeichnung „umgekehrt“.
Es handelt sich dann um einen untauglichen Versuch, denn es besteht Tatbestandsvorsatz. Der untaugliche Versuch ist strafbar, sofern der Versuch strafbar ist. Dabei können sowohl Irrtümer über das Tatobjekt (unstrittig) als auch über den Täter selbst (strittig) vorliegen.
Beispiel Irrtum Tatobjekt (error in objecto): Jemand beschädigt eine Sache, ohne zu wissen, dass ihm diese selbst gehört. Er irrt sich damit über den für eine Sachbeschädigung notwendigen Umstand der Fremdheit der Sache.
Beispiel Irrtum Täterstatus: Täter stellt sich vor, er habe eine Garantenpflicht gegenüber einem Nachbarskind, obwohl diese tatsächlich nicht vorliegt. Er könnte sich dann in entsprechenden Situationen eines versuchten Unterlassendelikts strafbar machen. Nach anderer Auffassung soll dies aber ausgeschlossen sein, da ein Irrtum über den eigenen Status keine Vertrauensgefährdung der Rechtsgemeinschaft hervorrufe (dann nur strafloses Wahndelikt).

## Weitere Irrtümer auf Tatbestandsebene
- Aberratio ictus
- Subsumtionsirrtum